# Esthétique ou philosophie de l'art
Pour les articles homonymes, voir Esthétique (homonymie).
Esthétique désigne un ensemble de cours professés par le philosophe allemand Georg Hegel à l'université de Heidelberg au semestre d'été 1818, puis à l'université de Berlin aux semestre d'hiver 1820-1821, aux semestres d'été 1823 et 1826 et au semestre d'hiver 1828-1829. L'intitulé exact est alors Esthétique ou philosophie de l'art (en latin : Aestheticam sive philosophiam artis).
Le cours correspond à une partie du système de la philosophie publié parallèlement sous le titre d'Encyclopédie des sciences philosophiques : l'esthétique développe le chapitre « art » comme la philosophie de la religion le chapitre « religion » et l’histoire de la philosophie le chapitre « philosophie ». Elle se constitue néanmoins comme une science autonome à l'égard des présupposés du système.
L'esthétique est la science du beau et plus précisément la science du beau de l'art (en allemand : Kunstschöne) par opposition au beau de la nature (en allemand : Naturschöne) qui se trouve exclu par principe de son domaine, parce que pour Hegel ce qui naît de l'esprit, même si cela était la chose la plus laide au monde, reste tout de même supérieur à la plus belle création de la nature, car ce qui naît de l'esprit est doublement né (de la nature, puis de l'esprit) et est donc supérieur à une chose issue de la nature.

## Éditions
Hegel est mort, en 1831, sans avoir publié l'Esthétique.
Heinrich Gustav Hotho a édité, en 1835-1837, une compilation réalisée à partir de cahiers d'étudiants de différentes années sous le titre Leçons sur l'esthétique de Hegel (all. Vorlesungen über die Ästhetik), mais il a modifié aussi bien la forme et le contenu de l'œuvre de Hegel, de sorte que son travail n'est plus considéré aujourd'hui comme en constituant une source authentique.
Les cours originaux en allemand sont en cours de publication depuis 1995.
La seule source en langue française est le manuscrit appartenant à Victor Cousin découvert à la Bibliothèque de la Sorbonne. Il correspond au cours donné par Hegel en 1823.

## Plans
Plan 1 (1820-1826)
- Introduction
- Partie générale :
- Section I : Idée du beau
- Section II : Formes d'art (art symbolique, art classique, art romantique)
- Partie spéciale : Arts particuliers (architecture, sculpture, peinture, musique, poésie)

Plan 2 (1828-1829)
- Introduction
- Partie I : Idée du beau
- Partie II : Formes d'art (art symbolique, art classique, art romantique)
- Partie III : Arts particuliers (architecture, sculpture, peinture, musique, poésie)

## Concepts
- Absolu, Action, Âme, Apparence, Architecture, Art
- Beau
- Caractère, Christianisme, Classique, Contenu, Contingence, Contradiction, Corps, Culture
- Dieu, Dieux, Discours, Drame (théâtre)
- Esprit, Existence, Expression, Extériorité
- Figure, Finalité, Forme
- Héros, Histoire, Homme
- Idéal, Idée, Identité, Image, Imagination, Individu, Intelligence, Ironie
- Langage, Liberté, Loi
- Matière, Monde, Mort, Musique
- Nature, Négation, Nombre
- Objet, Œuvre
- Passion, Peinture, Pensée, Peuple, Poésie, Prose, Puissances
- Raison, Réalité, Réflexion, Règle, Représentation, Romantique
- Science, Sculpture, Sensible, Sentiment, Signification, Situation, Souffrance, Subjectivité, Sublime, Substance, Surface, Symbole, Symbolique, Symétrie
- Temps, Totalité, Tragédie, Travail
- Vérité, Vie.